# Harpesaurus
Harpesaurus – rodzaj jaszczurek z podrodziny Draconinae w obrębie rodziny agamowatych (Agamidae).

## Zasięg występowania
Rodzaj obejmuje gatunki występujące w Indonezji i Malezji.

## Systematyka

### Etymologia
- Arpephorus: gr. ἁρπη harpē „sierp, hak”[6]; -φορος -phoros „noszący”, od φερω pherō „nosić”[7].
- Harpesaurus: gr. ἁρπη harpē „sierp, hak”[6]; σαυρος sauros „jaszczurka”[8].
- Hylagama: gr. ὑλη hulē „teren lesisty, las”[9]; rodzaj Agama Daudin, 1802. Gatunek typowy: Hylagama borneensis Mertens, 1924.

### Podział systematyczny
Do rodzaju należą następujące gatunki:
- Harpesaurus beccarii Doria, 1888 – haczykonoska sumatrzańska[10]
- Harpesaurus borneensis (Mertens, 1924)
- Harpesaurus brooksi (Parker, 1924)
- Harpesaurus ensicauda Werner, 1913
- Harpesaurus modiglianii Vinciguerra, 1933
- Harpesaurus tricinctus (Duméril, 1851)